# The Four Feathers (film fra 1921)
The Four Feathers er en britisk stumfilm fra 1921 af René Plaissetty.

## Medvirkende
- Harry Ham som Harry Faversham
- Mary Massart som Ethne Eustace
- Cyril Percival som Jack Durrance
- Henry Vibart som Faversham
- Tony Fraser som Abou Fatma
- Robert English som Sutch
- Harry Worth som Major Willoughby